# Jay Munly

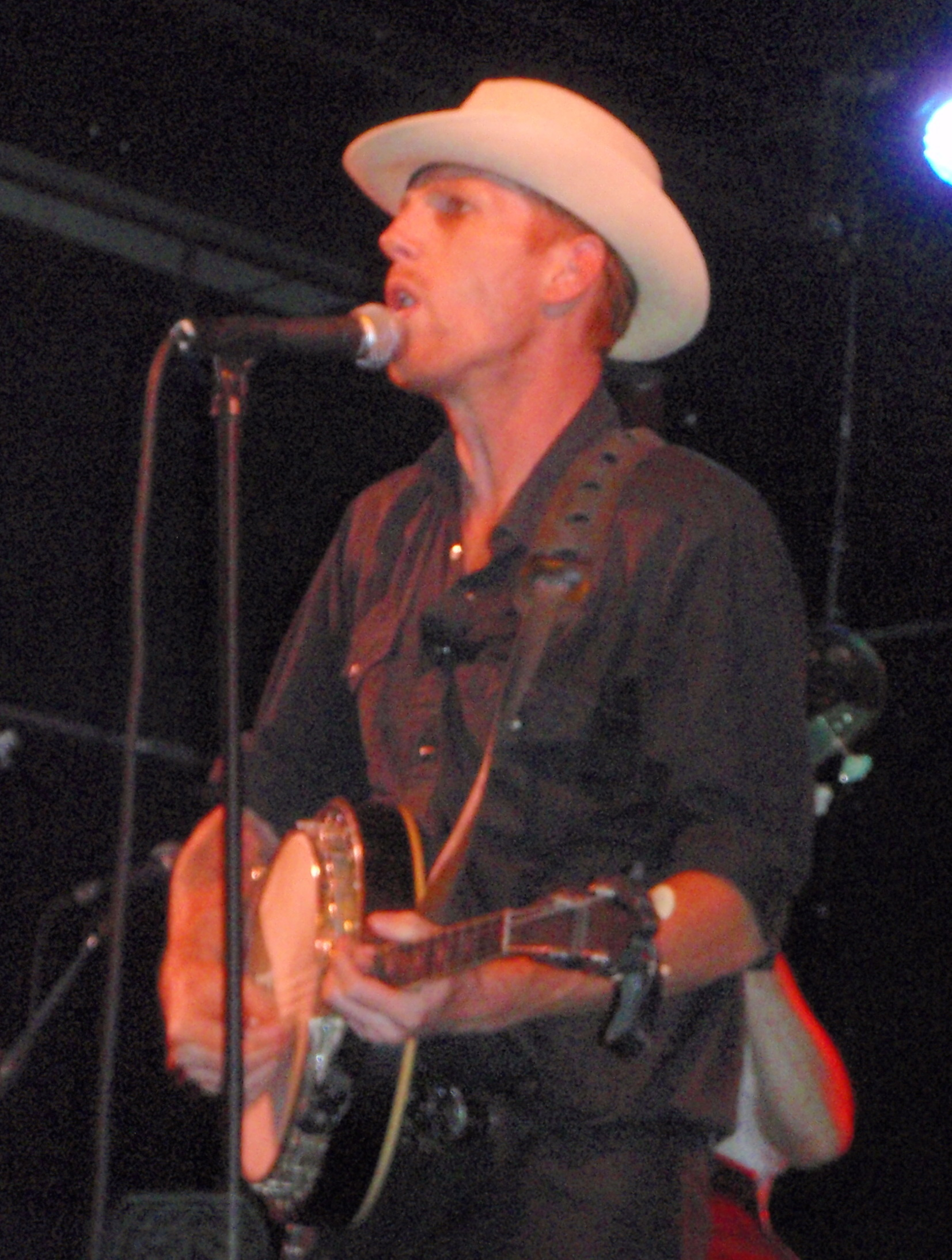
Jay Munly, 2009

Jay Munly (ur. w Quebeku jako Jayson Thompson, znany także jako Munly i Munly Munly) jest muzykiem grającym na banjo, gitarzystą, singer/songwriterem i pisarzem, obecnie przebywającym w Denver. Jest jednym z najważniejszych przedstawicieli tzw. "brzmienia z Denver", będącego unikatową miksturą alt-country, gotyckiego rocka, americany i gospel. Oprócz projektów solowych, współpracował m.in. ze Slim Cessna's Auto Club i zespołem DeVotchKa.

## Dyskografia
- Blurry (1996 What Are Records?; 2006 Smooch Records (reedycja))
- Munly de Dar He (1997 What Are Records?; 2006 Smooch Records (reedycja))
- Galvanized Yankee (1999 What Are Records?; 2006 Smooch Records (reedycja))
- Jimmy Carter Syndrome (2002 Smooch Records)
- Munly & the Lee Lewis Harlots (2004 Alternative Tentacles/Smooch Records)
- Petr & the Wulf (2010 Alternative Tentacles) (jako Munly & the Lupercalians)